# 卡拉泽杜 (阿马里什)
卡拉泽杜（葡萄牙語：Carrazedo）是葡萄牙布拉加区的一个堂区，位於阿馬里什。总面积3.09平方公里，总人口759人，人口密度245.6人/平方公里。